# پروانه‌های سیاه
پروانه‌های سیاه یک فیلم هلندی دربارهٔ زندگی اینگرید جونکر شاعر اهل کشور آفریقای جنوبی است.